# Armed Forces & Society
Armed Forces & Society (AFS) ist eine sozialwissenschaftliche Fachzeitschrift mit internationaler Ausrichtung. Sie wurde 1974 durch den Begründer der Militärsoziologie, Morris Janowitz (University of Chicago), gegründet und fungiert als das offizielle Organ des Inter-University Seminar on Armed Forces and Society (IUS) an der Loyola University Chicago in Chicago, Illinois.
Armed Forces & Society wird im US-amerikanischen Wissenschaftsverlag SAGE Publications aus Thousand Oaks, Kalifornien verlegt und erscheint vierteljährlich in englischer Sprache. Vor der Print-Veröffentlichung werden die Artikel, die einem Peer-Review unterliegen, elektronisch auf SAGE Journals Online zur Verfügung gestellt. Es werden empirische (qualitativ und quantitativ) und theoretische Arbeiten, aber auch Forschungsergebnisse, Buchbesprechungen und Literaturberichte in die Ausgaben aufgenommen.
Editor-in-Chief seit 2001 ist Patricia Shields vom Department of Political Science am University Academic Center der Texas State University in San Marcos, Texas. Sie wird im Book Review unterstützt durch William Ruger (Texas State University) und Jeremy M. Teigen (Ramapo College). Die Zeitschrift verfolgt einen historischen, komperativen und interdisziplinären Ansatz. Zum Redaktionsbeirat (Editorial Board) und zu den Autoren gehören Wissenschaftler aus unterschiedlichen Wissenschaftsbereichen wie der Politikwissenschaft, der Soziologie, der Geschichtswissenschaft, der Psychologie und der Wirtschaftswissenschaft sowie Experten aus Militär, Strategie, Rüstungskontrolle und Friedenssicherung. Die Artikel befassen sich insbesondere mit militärischen Organisationen, den Zivil-Militärischen Beziehungen, der Rüstungskontrolle, der Friedensarbeit und dem Konfliktmanagement sowie mit Ethik, Terrorismus, Sicherheitspolitik, Leadership, Personalbeschaffung, Reserve, Familie, Gesundheit und Militärgeschichte.
Das Editorial Board ist international besetzt mit Vertretern aus u. a. Frankreich, Singapur und Israel. So ist auch der deutsche Militärsoziologe Gerhard Kümmel vom Zentrum für Militärgeschichte und Sozialwissenschaften der Bundeswehr Mitglied.
AFS gehört zu den führenden Zeitschriften in seinem Bereich. Sie hat nach der Auswertung der Journal Citation Reports aus dem Jahr 2013 einen Impact Factor von 0.424. Unter den politikwissenschaftlichen Zeitschriften ist sie von 157 Zeitschriften auf Platz 106 gelistet und unter den soziologischen von 138 Zeitschriften auf Platz 109. Von den Military Studies Journals belegt sie Platz 6 in Google Scholar.